# ATP Finals 2019 – mužská čtyřhra
Mužská čtyřhra ATP Finals 2019 probíhala okolo poloviny listopadu 2019. Do deblové soutěže londýnského Turnaje mistrů nastoupilo osm nejvýše postavených párů v klasifikaci žebříčku ATP Race to London. Obhájcem titulu byl americký pár Mike Bryan a Jack Sock, jehož členové do turnaje nezasáhli. Sock se nekvalifikoval a Bryan hrající s bratrem Bobem Bryanem se před začátkem události odhlásili.
Vítězem se stal pátý nasazený pár Francouzů Pierre-Hugues Herbert a Nicolas Mahut, který ve finále za 70 minut zdolal jihoafricko-novozélandské turnajové sedmičky Ravena Klaasena s Michaelem Venusem po dvousetovém průběhu 6–3 a 6–4. V duelu odvrátili všechny čtyři brejkbolové hrozby. Vylepšili tak finálovou účast z roku 2018 a poprvé ovládli Turnaj mistrů, jakožto první francouzská dvojice od šanghajské trofeje Llodry se Santorem v roce 2005. Soutěží prošli bez ztraceného setu s jejich celkovou bilancí 10–0, což se naposledy předtím podařilo Rojerovi s Tecăuem v roce 2015.
Oba šampioni si do žebříčku ATP připsali 1 500 bodů a na odměnách pár vydělal 533 tisíc dolarů. Po výhrách v Dauhá, na Australian Open a Paris Masters získali čtvrtou společnou trofej v probíhající sezóně, respektive patnáctou kariérní jako pár. Sezónu zakončili s poměrem zápasů 19–5. 28letý Herbert vybojoval na okruhu ATP Tour sedmnáctý deblový titul a pro 37letého Mahuta to bylo dvacáté osmé takové turnajové vítězství.

## Nasazení párů
1. Juan Sebastián Cabal /  Robert Farah (semifinále, 600 bodů, 214 000 USD/pár)
2. Łukasz Kubot /  Marcelo Melo (semifinále, 400 bodů, 183 000 USD/pár)
3. Kevin Krawietz /  Andreas Mies (základní skupina, 200 bodů, 143 000 USD/pár)
4. Rajeev Ram /  Joe Salisbury (základní skupina, 200 bodů, 143 000 USD/pár)
5. Raven Klaasen /  Michael Venus (finále, 800 bodů, 289 000 USD/pár)
6. Jean-Julien Rojer /  Horia Tecău (základní skupina, 200 bodů, 143 000 USD/pár)
7. Pierre-Hugues Herbert /  Nicolas Mahut  (vítězové, 1 500 bodů, 533 000 USD/pár)
8. Ivan Dodig /  Filip Polášek (základní skupina, 200 bodů, 143 000 USD/pár)

## Náhradníci
1. Henri Kontinen /  John Peers (nenastoupili, 0 bodů, 40 000 USD/pár)
2. Jérémy Chardy /  Fabrice Martin (nenastoupili, 0 bodů, 40 000 USD/pár)

## Soutěž
| Legenda                                                       |                                                                        |                                                   |
| - Q – kvalifikant - WC – divoká karta - LL – šťastný poražený | - Alt – náhradník - SE – zvláštní výjimka - PR/SR – žebříčková ochrana | - w/o – bez boje - r – skreč - d – diskvalifikace |

### Finálová fáze
|  | Semifinále | Semifinále                          | Semifinále                  | Semifinále | Semifinále |                             |                                     | Finále | Finále | Finále | Finále | Finále |
|  |            |                                     |                             |            |            |                             |                                     |        |        |        |        |        |
|  | 7          | Pierre-Hugues Herbert Nicolas Mahut | 6                           | 7          |            |                             |                                     |        |        |        |        |        |
|  | 2          | Łukasz Kubot Marcelo Melo           | 3                           | 64         |            |                             |                                     |        |        |        |        |        |
|  | 2          | Łukasz Kubot Marcelo Melo           | 3                           | 64         |            | 7                           | Pierre-Hugues Herbert Nicolas Mahut | 6      | 6      |        |        |        |
|  |            |                                     |                             |            |            | 7                           | Pierre-Hugues Herbert Nicolas Mahut | 6      | 6      |        |        |        |
|  |            | 5                                   | Raven Klaasen Michael Venus | 3          | 4          |                             |                                     |        |        |        |        |        |
|  | 5          | 5                                   | Raven Klaasen Michael Venus | 3          | 4          | Raven Klaasen Michael Venus | 65                                  | 712    | [10]   |        |        |        |
|  | 5          |                                     |                             |            |            | Raven Klaasen Michael Venus | 65                                  | 712    | [10]   |        |        |        |
|  | 1          | Juan Sebastián Cabal Robert Farah   | 7                           | 610        | [6]        |                             |                                     |        |        |        |        |        |

### Skupina Maxe Mirného
|   |                                     | Cabal Farah      | Krawietz Mies         | Rojer Tecău           | Herbert Mahut | Zápasy | Sety        | Hry          | Pořadí |
| 1 | Juan Sebastián Cabal Robert Farah   |                  | 7–6(9–7), 6–2         | 2–6, 7–5, [8–10]      | 3–6, 5–7      | 1–2    | 3–4 (43 %)  | 30–33 (48 %) | 2.     |
| 3 | Kevin Krawietz Andreas Mies         | 6–7(7–9), 2–6    |                       | 7–6(7–3), 4–6, [10–6] | 5–7, 6–7(3–7) | 1–2    | 2–5 (29 %)  | 31–39 (44 %) | 4.     |
| 6 | Jean-Julien Rojer Horia Tecău       | 6–2, 5–7, [10–8] | 6–7(3–7), 6–4, [6–10] |                       | 3–6, 6–7(4–7) | 1–2    | 3–5 (38 %)  | 33–34 (49 %) | 3.     |
| 7 | Pierre-Hugues Herbert Nicolas Mahut | 6–3, 7–5         | 7–5, 7–6(7–3)         | 6–3, 7–6(7–4)         |               | 3–0    | 6–0 (100 %) | 40–28 (59 %) | 1.     |

### Skupina Jonase Björkmana
|   |                             | Kubot Melo            | Ram Salisbury         | Klaasen Venus | Dodig Polášek    | Zápasy | Sety       | Hry          | Pořadí |
| 2 | Łukasz Kubot Marcelo Melo   |                       | 6–7(5–7), 6–4, [10–7] | 3–6, 4–6      | 4–6, 6–4, [10–5] | 2–1    | 4–4 (50 %) | 31–33 (48 %) | 2.     |
| 4 | Rajeev Ram Joe Salisbury    | 7–6(7–5), 4–6, [7–10] |                       | 3–6, 4–6      | 3–6, 6–3, [10–6] | 1–2    | 3–5 (38 %) | 28–34 (45 %) | 3.     |
| 5 | Raven Klaasen Michael Venus | 6–3, 6–4              | 6–3, 6–4              |               | 6–7(4–7), 4–6    | 2–1    | 4–2 (67 %) | 34–27 (56 %) | 1.     |
| 8 | Ivan Dodig Filip Polášek    | 6–4, 4–6, [5–10]      | 6–3, 3–6, [6–10]      | 7–6(7–4), 6–4 |                  | 1–2    | 4–4 (50 %) | 32–31 (51 %) | 4.     |